# 豬油

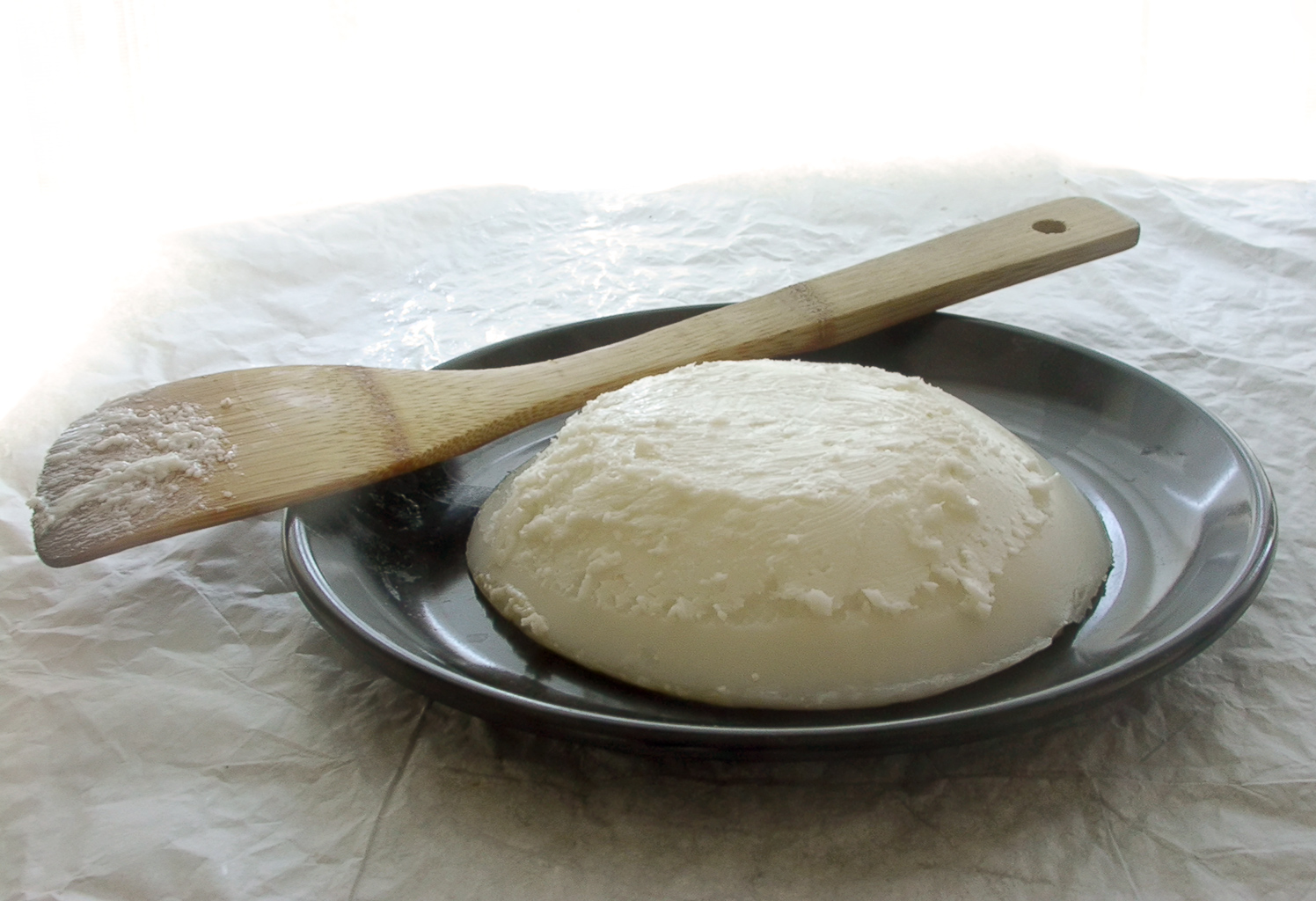
豬油，取自豬背部肥肉採濕式壓榨。

豬油，又稱猪油脂、猪大油、大油、豬脂肪、葷油、豬朥，為由豬肉提煉出，初始狀態是略黃色半透明液體的食用油。不過，該食用油於過低室溫即會凝固成白色固體油脂。

## 使用情況
近現代的人們通常將豬油用來烹煮、食物加工、甚至拿來充當工業材料；豬油的製作有乾式（放入油鍋內直接加熱）及濕式（水煮加熱）兩種。
某些西方國家中的少量人也會將豬油如同一樣抹在麵包上。
不同等級材料和製法的食用油有不同的冒煙點，應加以考慮以用於合適烹調法；不飽和脂肪不耐高溫、容易變質，變質的不飽和脂肪危害會比飽和脂肪嚴重很多，豬油飽和脂肪雖然較高，但也比較耐高溫。
中國人常用豬油炒菜，尤其是南方人。他們認為炒菜加了豬油會使餸菜更為美味。而中國南部福州等地還會將豬油淋至餸菜、麵條和麵線上直接食用。據統計，生產豬肉最多的中国大陆，它的豬油產量也是世界第一。分布於廣東、浙江、福建和江蘇等地的豬油工廠已採用科技機器和科學方法來提煉豬油。出口單位以噸計的這些豬油工廠不僅供應大陸家庭食用，也外銷到許多國家。另外，現今還是常見中國人用熱的鍋熬煮肥豬肉來提煉豬油。豬油曾被廣泛用於歐洲、中國和新世界的美食，並在英國，中歐，墨西哥和中國的美食中發揮著重要作用，上世紀末本世紀初，豬油因一系列汙名被科學平反，開始流行於美食製作，甚至於2004年因供應不足在英國發生「豬油危機」
在台灣，1970年代之前經濟較不富裕的家庭常會以豬油拌飯作為為主要食物，也會將豬油熬煮剩下的殘渣拿來直接食用或入菜。不過這兩種食物，現今除了特殊餐館作為招徠顧客的噱頭外，則已很少於台灣一般家庭見到。而事實上被認為含膽固醇及飽和脂肪過高的豬油（每100公克含有57毫克膽固醇，植物油為0）在日漸重視健康，而且豬肉食用量已經很多的台灣，在食用油佔有率已日漸下降。即使以豬油為主打的食用油廠商，也將豬油美其名為清香油來增加銷售量，例如：維力清香油、全統香豬油和統清香豬油等。
與台灣類似，在香港豬油撈飯及豬油渣（後者不常見）也是昔日常見的食物之一。到了現在，於新界元朗的大榮華酒樓所供應的豬油撈飯仍然有不少顧客慕名而來品嚐。香港以前亦有人用豬油製造油渣麵或沾砂糖當作零食來吃。香港部份舊式餅店製作傳統唐式酥餅和西式蛋撻等仍常用豬油。
不過不食用豬肉的國家亦不食用豬油或使用/食用任何豬油作為材料的用品，通常出口至穆斯林世界的任何食物或產品都會特別注明是否有豬油。

## 分類
- 豬板油
- 中脊油，肉仁
- 碎肉脂肪，膩瓤油
- 燒豬油

### 文獻
- 胡天蘭. . 凱特文化出版社. 2010-11-18: 224頁. ISBN 986-617-511-1. （原始内容存档于2014-09-10） （中文）.